# Clement Comer Clay
Clement Comer Clay (Halifax megye, 1789. december 17. – Huntsville, 1866. szeptember 6.) az Amerikai Egyesült Államok szenátora (Alabama, 1837–1841).